# Jean-Philippe Primard
Pour les articles homonymes, voir Primard.
Jean-Philippe Primard est un footballeur français né le 20 octobre 1962 à Toulouse (Haute-Garonne). Il évolue comme défenseur latéral ou central du début des années 1980 au milieu des années 1990. Il est actuellement entraîneur de l'AS Saint-Étienne B.
Formé à l'Olympique de Marseille, il effectue la totalité de sa carrière professionnelle à l'AS Saint-Étienne. Depuis sa retraite sportive, il est dans l’encadrement de ce club et dirige diverses équipes de jeunes du club depuis 2007.

## Biographie
Jean-Philippe Primard commence le football à l'âge de dix ans au RC Lons dans les Pyrénées-Atlantiques. Son premier poste est gardien de but mais ses entraîneurs le replace rapidement au poste de défenseur. Son père travaillant pour le Groupe Casino, il déménage tous les deux ans et rejoint l'AS AIx en 1974 puis intègre l'année suivante le centre de formation de l’Olympique de Marseille. Il est avec les cadets du club, notamment Jean-Charles De Bono et Marc Lévy, champion de France cadets en 1979, année où les juniors de l'OM remporte également la coupe Gambardella. Il dispute également lors de cette saison vingt-deux rencontres avec l'équipe réserve de l'OM évoluant en division 3. Ses parents déménageant sur Saint-Étienne, Jean-Philippe Primard les suit et, en juillet 1980, après un essai de quinze jours à l'AS Saint-Étienne, il intègre ce club.
Il joue en début de saison avec l'équipe C du club en division 4 puis intègre l'équipe réserve en division 3. Il dispute avec cette équipe dix-huit rencontres et remporte le groupe Centre de division 3. Quelques jours après avoir disputé le premier match des phases finales de division 3, il dispute, en mai 1981, le Championnat d'Europe juniors en Allemagne de l'Ouest avec l'équipe de France junior. Titulaire lors des cinq rencontres du tournoi, Jean-Philippe Primard et ses coéquipiers terminent troisième de la compétition après une victoire aux tirs au but face à l'Espagne. De retour en France, Robert Herbin, l'entraîneur de l’ASSE le titularise au poste de défenseur latéral pour la rencontre retour de demi-finale de la Coupe de France disputée au Stade de la Meinau face au RC Strasbourg. Les deux équipes se séparent sur un match nul un partout et les Stéphanois se qualifient alors pour la finale. Il dispute les soixante-quatorze premières minutes de la rencontre au poste de latéral gauche au marquage de Didier Six avant d'être remplacé par Thierry Wolff à la suite de crampes,. En finale contre le SC Bastia, il est sur le banc des remplaçants en début de match. À la suite de la blessure de Bernard Gardon à la dix-huitième minute, il entre en jeu au poste d'arrière gauche, Gérard Janvion glissant dans l'axe de la défense. Les Stéphanois menés par Michel Platini s'inclinent sur le score de deux à un.
Jean-Philippe Primard fait ses débuts en championnat de France l’année suivante lors de la rencontre opposant le RC Lens à l'AS Saint-Étienne au Stade Félix-Bollaert pour le compte de la sixième journée. Il joue cette rencontre au poste de milieu défensif et les Stéphanois s'imposent sur le score de cinq à deux, dont un triplé de Jean-François Larios. Il est ensuite titularisé pour les deux matchs de Coupe des clubs champions européens face au Dynamo Berlin qui se concluent sur une élimination des Stéphanois sur le score de trois à un sur les deux matchs. En fin de saison, l'ASSE termine vice-champion de France à un point du vainqueur l'AS Monaco. Peu utilisé en division 1, il intègre réellement l'équipe première lors de la descente en division 2. Le club stéphanois dirigé par Henryk Kasperczak connaît des débuts difficiles à l'échelon inférieur avant d'enchainer les victoires. L'ASSE termine finalement deuxième, avec la meilleure défense, du groupe B derrière l'OGC Nice puis, se fait éliminer en pré-barrage d'accession à la division 1 par le Stade rennais. Les Stéphanois retrouvent la première division en fin de saison 1985-1986 en remportant le groupe A mais s'incline dans le match des champions face au RC Paris, quatre à trois sur les deux matchs.
De retour en division 1, il est associé en défense centrale à l'international bulgare Georges Dimitrov, l'équipe encaisse peu de buts et termine deuxième défense de la division 1. Elle en marque cependant très peu et termine à la seizième place du championnat. Les deux années suivantes, il est en concurrence avec Éric Clavelloux puis devient remplaçant avec l'arrivée de Sylvain Kastendeuch. Il inscrit son seul but avec le club lors de huitième journée de la saison 1990-1991. Le match disputé au Stade Grimonprez-Jooris face au Lille OSC se conclut sur une défaite trois à deux. Après une saison 1994-1995 où il dispute trois rencontres, il arrête sa carrière de joueur professionnel. Il passe alors ses diplômes d'entraîneur tout en continuant à jouer avec l'équipe réserve en tant qu'amateur.
Jean-Philippe Primard devient alors entraîneur au sein du club et il prend en charge en 1996 les moins de treize ans. Après deux ans à ce poste, il devient responsable des moins de quinze ans en 1998 puis retourne former les moins de treize ans en 1999. Il devient, en 2000, l'entraîneur des moins des dix-sept ans puis, prend en charge, en juillet 2002, les moins de dix-huit ans. En 2007, il remplace Claude Robin à la tête de l'équipe réserve puis en 2010, devient responsable du centre de formation à la place d'Alain Blachon. En 2012, Bernard David est nommé à la tête du centre de formation et Jean-Philippe Primard ne s'occupe plus alors que de l'équipe réserve. À la suite de la réorganisation du centre de formation, il est chargé de l'entrainement des moins de 19 ans au début de la saison 2013-2014,. Il prend en charge en 2017 l'entraînement des U17 du club.

## Palmarès
Jean-Philippe Primard dispute, avec l'AS Saint-Étienne, 157 rencontres de division 1 pour un but marqué et 59 rencontres de division 2. Il est, avec le club stéphanois, finaliste de la Coupe de France en 1981 et vice-champion de France en 1982. En 1986, il est également vice-champion de France de division 2.
Il compte des sélections en équipe de France junior et en équipe de France militaire. Avec les juniors français, il termine troisième du championnat d'Europe en 1981.

## Statistiques
Le tableau ci-dessous résume les statistiques en match officiel de Jean-Philippe Primard durant sa carrière de joueur professionnel.
| Saison                | Club                  | Championnat           | Championnat | Championnat | Coupe(s) nationale(s) | Coupe(s) nationale(s) | Compétition(s) continentale(s) | Compétition(s) continentale(s) | Compétition(s) continentale(s) | Total | Total |
| Saison                | Club                  | Division              | M.          | B.          | M.                    | B.                    | Comp.                          | M.                             | B.                             | M.    | B.    |
| 1980-1981             | AS Saint-Étienne      | Division 1            | -           | -           | 2                     | 0                     | -                              | -                              | -                              | 2     | 0     |
| 1981-1982             | AS Saint-Étienne      | Division 1            | 1           | 0           | -                     | -                     | C1                             | 2                              | 0                              | 3     | 0     |
| 1982-1983             | AS Saint-Étienne      | Division 1            | 2           | 0           | -                     | -                     | -                              | -                              | -                              | 2     | 0     |
| 1983-1984             | AS Saint-Étienne      | Division 1            | 4           | 0           | -                     | -                     | -                              | -                              | -                              | 4     | 0     |
| 1984-1985             | AS Saint-Étienne      | Division 2            | 18          | 0           | 3                     | 0                     | -                              | -                              | -                              | 21    | 0     |
| 1985-1986             | AS Saint-Étienne      | Division 2            | 33+2        | 0           | 2                     | 0                     | -                              | -                              | -                              | 37    | 0     |
| 1986-1987             | AS Saint-Étienne      | Division 1            | 36          | 0           | 2                     | 0                     | -                              | -                              | -                              | 38    | 0     |
| 1987-1988             | AS Saint-Étienne      | Division 1            | 25          | 0           | -                     | -                     | -                              | -                              | -                              | 25    | 0     |
| 1988-1989             | AS Saint-Étienne      | Division 1            | 27          | 0           | 1                     | 0                     | -                              | -                              | -                              | 28    | 0     |
| 1989-1990             | AS Saint-Étienne      | Division 1            | 19          | 0           | 3                     | 0                     | -                              | -                              | -                              | 22    | 0     |
| 1990-1991             | AS Saint-Étienne      | Division 1            | 12          | 1           | -                     | -                     | -                              | -                              | -                              | 12    | 1     |
| 1991-1992             | AS Saint-Étienne      | Division 1            | 3           | 0           | 1                     | 0                     | -                              | -                              | -                              | 4     | 0     |
| 1992-1993             | AS Saint-Étienne      | Division 1            | 5           | 0           | -                     | -                     | -                              | -                              | -                              | 5     | 0     |
| 1993-1994             | AS Saint-Étienne      | Division 1            | 20          | 0           | -                     | -                     | -                              | -                              | -                              | 20    | 0     |
| 1994-1995             | AS Saint-Étienne      | Division 1            | 3           | 0           | -                     | -                     | -                              | -                              | -                              | 3     | 0     |
| Total sur la carrière | Total sur la carrière | Total sur la carrière | 210         | 1           | 14                    | 0                     | -                              | 2                              | 0                              | 226   | 1     |